# لويس (المملكة المتحدة)
لويس (بالإنجليزية: Lewes )‏ هي بلدة مقاطعة، وأبرشية مدنية، في المملكة المتحدة، تقع في Lewes District ‏، هي عاصمة شرق ساسكس، وLewes District ‏، بلغ عدد سكانها 15,988 نسمة وذلك حسب إحصائيات سنة 2000، تبلغ مساحتها 11,400,000 متر مربع (11.4 كـم2)، رمزها البريدي هو BN7.

## الموقع
تشترك في الحدود مع:
- ديتشلينغ [الإنجليزية]‏.

## مدن توأم
المدن التوأم:
- بلوا
- فالدزهوت-تينغن.

## أعلام
- جون ماينارد سميث
- وليام بلومر
- هارولد كروتو
- جون بيكهام
- روزاليند شاند
- روث وير
- ستان براون
- جوان مود
- إد هاركورت
- ريتشارد سامبسون